# 궁창링구
궁창링구(한국어: 궁장령구, 중국어: 弓长岭区, 병음: Gōngchánglǐng Qū)는 중화인민공화국 랴오닝성 랴오양 시의 행정구역이다. 넓이는 288km2이고, 인구는 2007년 기준으로 90,000명이다.

## 행정 구역
3개 가도, 1개 진, 1개 향을 관할한다.
- 가도: 团山子街道, 安平街道, 苏家街道.
- 진: 汤河镇.
- 향: 安平乡.